# Calixte Camelle
Calixte Georges Camelle, dit Calixte Camelle, né le 31 juillet 1863 à Bressuire (Deux-Sèvres) et mort le 20 décembre 1923 à Bordeaux, est un homme politique socialiste français.
Il a été adjoint au maire de Bordeaux de 1896 à 1904 et député de la Gironde de 1910 à 1919.

## Biographie
Son père est tailleur de pierres, installé dans les Deux-Sèvres. À la suite de son oncle Paul Camelle négociant et conseiller d'arrondissement, Calixte Camelle dirige une importante maison de commerce de bières dans le quartier de la Bastide à Bordeaux connue sous le nom de « Firme Calixte Camelle ». 

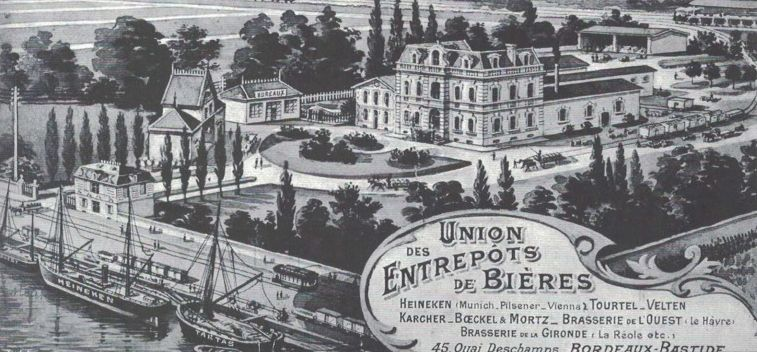
Entrepôt de bières et fabrique de boisson gazeuse de Calixte Camelle à La Bastide (Bordeaux).

Il est élu conseiller d'arrondissement en 1888. Il adhère au parti radical, puis rejoint la SFIO (parti politique socialiste, créé en 1905) de la Gironde dont il devint l'un des chefs de file et qu'il vint représenter au conseil municipal de Bordeaux dès le mandat de Camille Cousteau.  Adjoint au maire de 1896 à 1904, il devint en 1898, conseiller général de la Gironde du 7e canton (La Bastide), prenant le siège du fils du « médecin des pauvres » Chabrely (1835-1895) avec lequel il se battit en duel au pistolet sans résultat en décembre 1896, à la suite d'une violente dispute. Durant cette période, il est l'un des principaux inspirateurs du « pacte de Bordeaux » des élections municipales de 1896 qui réunit des radicaux, des socialistes, des libéraux et des royalistes afin d'obtenir une juste répartition des secours scolaires.

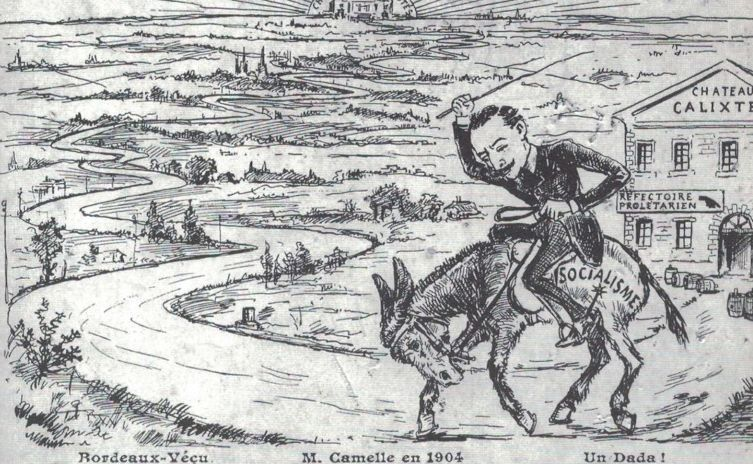
Caricature de Calixte Camelle sur l'âne du socialisme partant de sa propriété de la brasserie familiale défendre la cause de l'ouvrier à la Chambre des députés en 1904.

Rompant avec le Parti ouvrier français (POF), il crée le 30 décembre 1900 avec Eugène Dondicol la Fédération socialiste de la Gironde, qui rejoindra en 1902 le nouveau Parti socialiste français (PSF) de « l’évolutionniste » Jaurès, divergeant du Parti socialiste de France du marxiste Jules Guesde, créé également en 1902.
Il échoue aux élections sénatoriales de 1897 mais est élu, premier député socialiste de Bordeaux en 1910. Réélu en 1914, Calixte Camelle, comme nombre de socialistes français, se prononce pour la guerre. Toutefois cette position n’est pas totalement partagée au sein de la Fédération girondine. Au Conseil fédéral de 1915, Georges Gaye, syndicaliste et militant de la Bastide, anime un courant minoritaire pacifiste qui condamne tout patriotisme,,. Calixte Camelle, seul député socialiste de Gironde, est balayé aux élections législatives de 1919 par la liste dite d'« union républicaine clémenciste » conduite par Georges Mandel. Il ne se retire pas pour autant de la vie politique et se consacre jusqu'à sa mort à ses activités de conseiller municipal de Bordeaux et de conseiller général de la Gironde. 

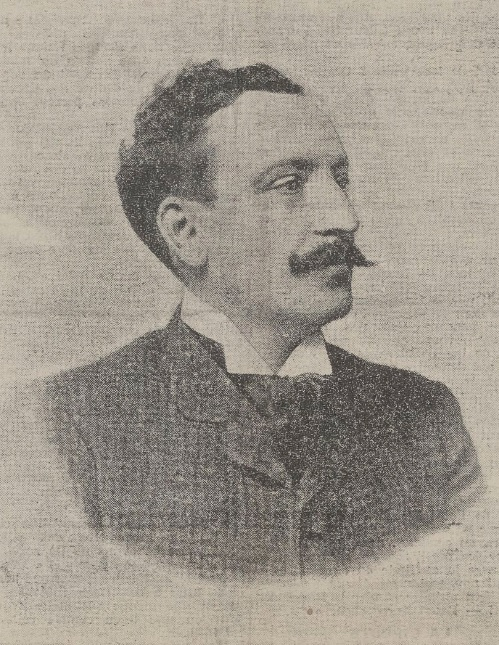
Calixte Camelle vers 1920.

Sa disparition, en 1923 alors qu'il n'avait que 60 ans, laisse la direction du parti socialiste de la Gironde à Adrien Marquet, dont il avait favorisé l’ascension politique, et qui fit triompher la liste S.F.I.O. un an après le décès de Calixte Camelle aux élections de 1924.

## Mémoire
Un monument à sa mémoire a été inauguré en 1927 à Bordeaux-Bastide sur la place qui porte son nom, par Adrien Marquet (1885-1955), maire de Bordeaux (1925-1944). Il se compose d'un bloc de granit rectangulaire dessiné par l'architecte Jacques D'Welles. Le bloc est orné à sa base de cannelures verticales ; sur la face principale est inscrit un médaillon en bronze à l'effigie de Calixte Camelle et réalisé par le sculpteur bordelais Gaston Veuvenot Leroux ; en lettres romaines, des citations rappellent les idéaux du militant socialiste.

### Sources
- « Calixte Camelle », dans le Dictionnaire des parlementaires français (1889-1940), sous la direction de Jean Jolly, PUF, 1960 [détail de l’édition]
- Sylvie Guillaume, Dictionnaire des parlementaires d'Aquitaine sous la Troisième République, Presses Universitaires de Bordeaux, 1998, 624 p. (lire en ligne)
- Alain Anziani, Cent ans de socialisme en Gironde, Bordeaux, Editions du Populaire girondin, 1999, 207 p. (ISBN 2-9514803-0-X, présentation en ligne)